# Фантастические дни
Wonderful Days (кор. 원더풀 데이즈) — корейский мультипликационный фильм 2003 года, снятый Ким Мун Сэном. Демонстрировался в западных кинотеатрах под названием Sky Blue. Американская премьера состоялась 21 января 2004 года на кинофестивале «Сандэнс», где была показана английская версия, режиссёром которой выступила Сун Мин Пак. В Японии адаптацией занималась Gainax, за сценарий и постановку отвечал Хироюки Ямага, продюсером был Ясухиро Такэда. Фильм лицензирован в России компанией MC Entertainment и показан по телеканалу «2x2». Прокатное удостоверение было выдано в 2004 году для любой зрительской аудитории. При бюджете 9,8 млн долларов мировые кассовые сборы оказались низкими — всего 197 221 долларов.

## Сюжет
Фильм начинается с голоса Джей:
«Насколько я помню, дождь шёл всегда. Легенда гласит, что до катастрофы на нашей планете были огромные континенты и крупные города. Но теперь они померкли в памяти прошлых времен. Предвидя катастрофу, наши предки бежали на остров Сесил в Тихом океане, где построили новый Ноев ковчег, — самостоятельно растущий город Экобан. Экобан питается отходами, которые загрязняют окружающую среду. Тысячи людей на лодках устремились к нему в поисках спасения, но Экобан остановил заражённых беженцев, не позволив им проникнуть в город».
2142 год. Сотрудница Экобана Джей прибывает на одну из баз Мара к своему командиру. На базе сильный шторм, погода продолжает ухудшаться. Девушка требует прекратить все работы по причине того, что людям угрожает опасность, но в ответ получает отказ. В этот момент раздаётся взрыв, на базе происходит авария, в результате которой разрушается одна из установок, скрывая под своими обломками жизни людей, которые не успели убежать. Руководитель мариан пытается эвакуировать людей, но получает приказ вместо этого открепить платформу. Он отказывается выполнить его и тогда Джей поручают пристрелить бунтаря, но она отказывается, поэтому её командир сам стреляет в человека. Помощник марианина открепляет платформу. Все люди, находящиеся там, погибают. Джей возвращается в Экобан.
Экобан празднует столетие своего существования. Тем временем некий незнакомец уничтожает охрану, проникает в сердце города — систему Делос — и взламывает пароли безопасности. Срабатывает сигнал тревоги. Джей захватывает незваного гостя в Хранилище Времени и узнает в нём своего друга детства Шуа, которого считала погибшим. Шуа успевает уйти, спрыгнув с парашютом в район Мара.
На совещании лидеры Экобана решают, что нарушитель должен был действовать под руководством доктора Ноя, создателя системы Делос. Площадь экологического загрязнения вокруг Экобана уменьшается, что может привести к концу Экобана, поэтому губернатор принимает решение расширить площадь загрязнения. Джей отправляется в Мар в надежде встретить там Шуа и чуть не погибает, но Шуа успевает её спасти.
Банда мариан совершает нападение на один из экобанских конвоев. Не зная о тайном передатчике, они приводят солдат Экобана прямо в своё логово. Шуа борется со своим бывшим товарищем Кейдом, ныне начальником службы безопасности Экобана и командиром Джей. Из их диалога Джей узнаёт о вине Кейда в изгнании Шуа из Экобана.
Экобан готовится к последнему рывку по расширению зоны загрязнения. Остатки марианской банды, похоронив своих товарищей, решают помочь Шуа и доктору Ною. Шуа проникает в город на глайдере, а группа мариан протаранивает стены Экобана с помощью грузовика, отвлекая на себя внимание.
Развязка происходит в центре Делос. Предвидя действия Шуа, Кейд опережает его и не даёт ему поместить кристалл в систему. Однако вместо Шуа это делает Джей, которую тут же ранит администратор, обрёкший на смерть множество людей в начале фильма. Кейд, также раненый, убивает администратора, после чего спасает Шуа и Джей от уже запущенного уничтожения города. Экобан разрушается. Шуа, Джей, доктор Ной и другие марианцы видят солнце на небе, которое прояснилось впервые за последние сто лет. По иронии судьбы, оказывается, что Гибралтар, в который никто не верил, это и есть тот самый остров Сесил, где жили мариане и экобанцы.

## Роли озвучивали
| Актёр                   | Роль             |
| ----------------------- | ---------------- |
| Чу Джи Хун              | Шуа              |
| Мэн Сэ Чхан             | Шуа (в детстве)  |
| Ын Ён Сон               | Джей             |
| Ким Хи Чжон             | Джей (в детстве) |
| О Ин Сон                | Кейд             |
| Тхак Вон Джэ, Ю Ин Чхон | командир Лок     |
| Ким Бён Гван            | доктор Ной       |
| Ким Сон Мин             | Вуди             |
| Си Ёнъ Чун              | Голиаф           |
| Ан Ёнг Ук               | Зед              |
| Пак Чи Хун              | Моэ              |
| Ким Мён Гук             | губернатор       |
| Ким Су Чжон             | Типон            |

## Производство
Режиссёр Ким Мун Сэн рассказывал: «Мы старались создать ни на что не похожее анимационное зрелище — поэтому работа велась так долго, с 1997 года. Мы хотели, чтобы каждая деталь вышла максимально реалистичной. Конечно, без современных приёмов было не обойтись. Одной из основ работы творческой группы стала компьютерная графика, мы много работали как с макетами и миниатюрами, так и с традиционной двухмерной анимацией. Всё это мы назвали принципом мультимации. О чём этот фильм? О любви. О человеческой любви, любви к жизни. По-моему, это самое важное в картине. Основой фильма стали проявления стихий, состояния природы. Тон задают дождь, туман, гроза, ветер, солнце. Дождь в фильме идёт постоянно, туман тоже всё время присутствует в различном виде, гром и молния сопровождают все сцены конфликтов, ветер показывает эмоциональное состояние героев и подчёркивает драматичность момента, и только в финале появляется солнце, символизируя счастливый конец. Ветер в анимации может быть сильным инструментом, задающим тональность сцены. Когда в конце мы видим прояснившееся небо, все стихии сливаются воедино, замыкая круг».
Сотни художников и техников работали с цифровой камерой Sony HDW-F900 (применялась Джорджем Лукасом в фильме «Звёздные войны. Эпизод II: Атака клонов») и объективом Фрейзера — корейская анимационная индустрия была готова к высшей лиге.

## Выпуск
Саундтрек вышел 27 июня 2003 года, на первом диске присутствовали 14 треков, на втором — 10 видео (клипы, тизер и трейлер). В записи участвовал Чешский филармонический оркестр, дирижёр — Марио Клеменс.
Sky Blue планировался к выпуску в США, но компания Tartan Films закрылась в 2008 году из-за финансовых проблем. Palisades Media Group приобрела каталог, однако не планирует издавать фильм по причине низкой популярности и средних отзывов критиков.
Расширенная версия фильма была издана на южнокорейском Blu-ray в 2013 году, формат — 1,78:1 (16:9), оригинал снят в 1,85:1, звук — DTS-HD Master Audio 5.1.

## Критика
Metacritic дал 53 балла из 100 возможных на основании 19 рецензий. На Rotten Tomatoes рейтинг составляет 55 % с учётом 42 обзоров.
Роман Волобуев на сайте журнала «Афиша» назвал мультфильм «делом рук двух престранных корейцев, которые потратили 7 лет своей жизни и суммы, о чём даже думать неуютно, на свой ответ японцам, прежде державшим монополию на визионерство и прорицательство в мультипликации. И произвели в итоге эту неподъёмную, непроницаемую и в целом совершенно неясно зачем нужную, но прекрасную конструкцию из мокрого гудрона, метафорического зверья, исполненного очей, и ромашковых полей, расцветающих перед усталыми глазами героев в тот момент, когда надежды уже нет».
Питер Брэдшоу из The Guardian оценил на две из пяти звёзд и заметил, что футуристическая корейская анимация одновременно странная, замечательная и удивительно скучная. Изменение климата разрушило всё в мире, это похоже на политику Джорджа Буша — младшего. Повстанцы одержимы легендой о том, что небо можно увидеть только из чудесного места под названием «Гибралтар». Продюсеры не надеялись на кассовый успех в Испании. Критик считает: фильм выглядит хорошо, однако неподвижные лица отталкивают. Зрители могут отвлечься на несколько минут и вернуться к просмотру, обнаружив, что ничего особенного не произошло. Лиза Шварцбаум в рецензии для Entertainment Weekly заметила: Экобан, закрытый город будущего, находится в той же аниме-среде, что и «Призрак в доспехах», «Яблочное зёрнышко», а также научно-фантастической атмосфере боевика «Безумный Макс 2: Воин дороги». Ещё можно вспомнить «Машину времени» Герберта Уэллса. Кажется, что всё собрано из различных частей поп-культуры: «Маска Красной смерти» (жуткий костюмированный бал), «Логово белого червя» Кена Рассела (психосексуальность), современное искусство в стиле Гуггенхайма («Капсула времени» в Экобане), хотя режиссёры стремятся выше, чем «Матрица». Присутствуют отголоски «Акиры». Экологическая тема взята из работ Хаяо Миядзаки и проектов «Гринпис». В 2004 году вышел фильм Appleseed, который по тону и стилю был похож на Sky Blue, но уступал ему в сочетании компьютерных эффектов и традиционного изображения. Кроме того, есть сходство с фильмом «Последняя фантазия: Духи внутри». На фоне «Призрака в доспехах: Невинность» Sky Blue выглядит панегириком рисованной анимации.
Стивен Хантер в обзоре The Washington Post считает Sky Blue приятным зрелищем, даже если у зрителей нет интереса к аниме. Поклонники японского искусства, вероятно, будут удивлены корейским подходом. Это «прислужническая работа» людей, которые обожают аниме, вкладывали в него деньги, усилия, талант и разум, но почему-то не сумели найти суть. Sky Blue привлекает именно техническим исполнением, в отличие от «Призрака в доспехах» или Samurai X, где есть дух, тайна и «мифические резонансы». Получилась красивая вещь, очень занимательная, но едва запоминающаяся. Вышла одна из антиутопических фантазий о мире будущего, в которой красивые подростки спасают людей от них самих, убивая множество безымянных солдат и произнося романтические банальности о детской любви. Мегаполис Экобан отсылает к «Метрополису» Фрица Ланга (похожая судьба рабочих). Анимация сочетает рисование (персонажи и движение) и компьютерную графику (фон и механизмы). Никто не выглядит азиатом или европейцем — здесь показана будущая раса. Режиссёр любит машины, особенно бронированные мотоциклы и странные воздушные суда. Рассказывается довольно простая история. Но предсказуемость имеет своё достоинство.
Майкл О’Салливан также в The Washington Post выделил реалистичные декорации и мрачную художественную постановку. По мнению рецензента, Sky Blue — приключенческий научно-фантастический нуарный мультфильм. «Живые» макеты сочетаются с «иммерсивной» компьютерной анимацией, придавая всему гиперреалистичный вид ретрофутуризма «Бегущего по лезвию». К сожалению, традиционно нарисованные двухмерные персонажи выглядят плоскими. Клишированные герои говорят в стиле Astro Boy, вроде «Прощай, Кейд» и «Где бы ты ни был, Шуа, моё место там». Фильм причастен к молодёжной субкультуре хипстеров не больше, чем романы издательства Harlequin. От утомления пропадёт ощущение, что в руках мог быть джойстик и как будто никто вне компьютерных игр никогда не говорил: «Ваша задача — отключить источник питания до того, как Шуа высвободит ядро — удачи!».
Стивен Холден из The New York Times подчеркнул, что мрачный мир фильма — это вариация знакомого постапокалиптического технопространства, которое показано в мельчайших фетишистских деталях. Пустошь изображена настолько точно, как будто там уже взорвалась нейтронная бомба. По сравнению с агрессивной окружающей средой, персонажи на планерах визуально значимы так же, как Динь-Динь. Гибралтар — мифический остров, похожий на Атлантиду, возможно, он и не существует. Sky Blue находится между антиутопической басней и утренним мультфильмом по субботам, больше склоняясь ко второму. Шуа является подделкой Супермена, его голос напоминает Клинта Иствуда, копирующего Киану Ривза. По мере развития сюжета фильм становится предсказуемым. Кульминацией выступает сентиментальная мультипликационная версия «Песни любви и смерти». Видение рая на земле, сопровождаемое квази-вагнеровской музыкой, наводит на китч. В качестве ироничной песни подошла бы «Ain’t No Sunshine» Билла Уизерса. Сценаристы не дают аудитории повода для размышлений после стереотипов о плохом и хорошем. Учитывая глобальное потепление, остаётся только надеяться, что если люди уничтожат свою планету, последствия будут не такими ужасными, как в Sky Blue.
Роберт Келер в статье Variety отметил возрастающее глобальное влияние аниме и его переосмысление в другом культурном контексте — главный интерес амбициозного южнокорейского фильма. В этой футуристической антиутопии присутствует экологическая тема, едва опережая стандартные жанровые элементы аниме-боевиков, а по сюжету являясь одной долгой погоней. Тем не менее, Sky Blue обязателен к просмотру поклонниками аниме. Однако тусклое освещение способствует ненасыщенной цветовой гамме, которая хоть и соответствует мрачному миру, но делает картинку визуально скучной. Не помогли даже передовые методы: сочетание 24p True Cinema, 3D, CGI-фонов, 2D анимации персонажей и «живых» макетов. Создатели часто переснимали кадры более 60 раз в процессе композитинга. На момент выпуска это был наиболее технически совершенный южнокорейский мультфильм. Личная неприязнь, чувства прошлого и нынешние классовые столкновения подаются довольно элементарно, вместе с необходимыми для аниме крутыми парнями, глупыми напарниками и ворчливыми злодеями, которые многим зрителям покажутся заимствованными из «Ди: Жажда крови» и «Ковбой Бибоп». Тем не менее, анимация впечатляет на большом экране, а конец в виде солнечного неба после почти 80 минут оттенков серого необычайно приятен. Английский дубляж сделан на высоком уровне, хотя диалоги недоработаны. Озвучивание в экспортной версии приводит к странному сочетанию западных и восточных мотивов.
THEM Anime оценил на четыре звезды из пяти. Wonderful Days произведён в Корее — технически это не аниме, как считают многие западные фанаты. Обзор был сделан по запросу читателей сайта. Сюжет интригующий, а не философский, хотя затрагивает ряд интересных социально-политических тем, связанных с современным миром. С одной стороны, можно отметить высокий уровень анимации и внимание к деталям, с другой, мрачное цветовое оформление. Замечаний по поводу компьютерной графики нет. В музыкальном плане фильм не особенно впечатляет, в отличие от визуального. Большая часть саундтрека обеспечивает нужное настроение, а отрывок из оперы делает финальную сцену выразительной и поэтичной. Несмотря на то, что фильм превосходный в техническом отношении и является хорошим научно-фантастическим боевиком, слабое развитие персонажей не позволяет дать пятую звезду. Мало сказано, почему доктор Ной стал изменником. Недоработаны даже главные герои, Джей и Шуа. Проблему мог решить сериал. Присвоен рейтинг R за насилие, сексуальные моменты, злоупотребление психоактивными веществами и взрослые темы. Также рекомендуются «Аниматрица», Green Legend Ran, Jin-Roh и «Метрополис».
«АнимеГид» в обзоре 2005 года поставил 7 из 10 баллов и подчеркнул, что «Фантастические дни» напоминают «Последнюю фантазию» Square Pictures психологизмом, сложностью отношений, мастерски сделанным видеорядом, который, вопреки качеству исполнения, может понравиться не всем. Задние планы объёмны, изображение иногда выдаёт «живую» съёмку макетов, но персонажи нарисованы вручную. Контраст не всегда удачный, и резкое различие между «задником» и авансценой иногда «режет глаз». Чаще они вполне гармонируют и воспринимаются как единое целое. Каждая сцена сделана в своей гамме, соответствующей её атмосфере. Холодные голубые тона Экобана, оранжевый закат, серый туман, пустоши, безнадёжная усталая печаль, нежность, тревога — сценаристы владеют палитрой не хуже, чем художники. Отношения героев происходят из далёкого прошлого, о котором зрители узнают постепенно, хотя очень многое так и не показано. Флешбэки отрывочны и позволяют только догадываться, что произошло на самом деле. При этом они достаточно говорят о главном — о личностях персонажей, это не манекены, предсказуемые с первой минуты. С каждым аудитория знакомится весь фильм, постоянно добавляя к портретам новые черты. Возможно, хорошо, что многое остаётся за кадром. Делая намёки, создатели позволяют увидеть в героях людей. Хотя здесь достаточно битв и погонь, не получится использовать слово экшен. Несмотря на динамичность некоторых эпизодов, «общий настрой — не драйв, а нервная, тревожная надежда. Не боевик, но драма». Посреди схватки действие внезапно останавливается: прервав сражение, мелькающие пули и грохот взрывов, авторы показывают горе человека, потерявшего друга. Вопреки проходным экшенам, убеждающим в обратном, в данном фильме в боях убивают и «наших», столкновения не красивы и не безопасны. Бой в «Фантастических днях» не самоцель, а лишь повод для размышлений о характерах и поступках действующих лиц. Самые динамичные сцены присутствуют в полёте. «Почти миядзаковская мечта о ветре и лёгких крыльях» живёт наравне со стремлением к чистому небосводу. Неслучайно последние кадры — планер, без пилота несомый ветром высоко над облаками. Говоря о финале, необходимо выделить следующее: конец неоднозначный и непростой. Не так важно, кто и в кого стреляет — сюжетная составляющая не на первом месте. Верна поговорка «лучше один раз увидеть». В итоге обозреватель пришёл к выводу, что определение аниме как японской мультипликации устарело: такую же продукцию делают и в Корее. Редактор журнала возразил сотруднику тем, что роскошная картинка, огромный бюджет и дырявый сюжет являются минусами. Там, где рецензент усматривает намеренную недосказанность, видятся «зияющие сценарные пустоты», которые портят фильм.